# Робот Леонардо да Винчи
Робот Леонардо да Винчи — человекоподобный механизм, технология которого была разработана Леонардо да Винчи приблизительно в 1495 году.
Чертежи робота были найдены в документах Леонардо, обнаруженных в 1950-х годах. Неизвестно, была ли разработка осуществлена.
На каркас робота была надета германо-итальянская рыцарская броня, он был запрограммирован имитировать человеческие движения (приподниматься и садиться, двигать руками и шеей) и имел анатомически правильное строение челюсти. Технология частично основывалась на исследованиях Леонардо в анатомии, в частности, Витрувианском человеке.

## Реконструкция Марио Таддеи

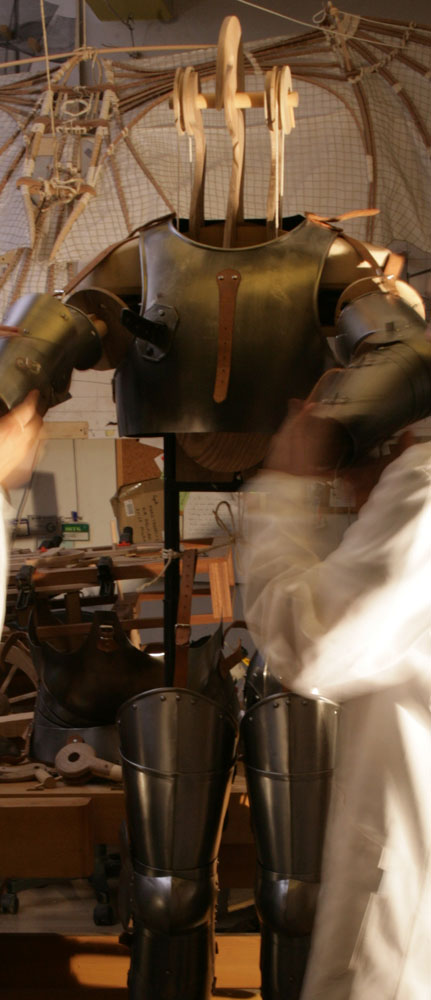
Реконструкция Леонардовского робота в ателье Марио Таддеи

Благодаря обнаружению новых рисунков и данных, исследователь Марио Таддеи представил похожую реконструкцию робота и выпустил в свет книгу «Leonardo da Vinci’s robots».